# Galium samuelssonii
Galium samuelssonii là một loài thực vật có hoa trong họ Thiến thảo. Loài này được Ehrend. mô tả khoa học đầu tiên năm 1958.